# Ida-Gebirge (Türkei)

Der Berg Ida als Mount Ida in der unteren Hälfte der Karte.

Das Ida-Gebirge (türkisch Kaz Dağı „Gänseberg“) befindet sich in der nordwestlichen Türkei, in der Landschaft Troas. Seine höchste Erhebung, der Kırklar Tepesi, der in der Antike den Namen Gargara (altgriechisch Γάργαρα; auch Γάργαρος Gargaros oder Γάργαρον Gargaron) trug, beträgt 1774 m.

## Geographie
Der Berg stellt eine Übergangszone zwischen dem Schwarzmeerklima, das sich noch am Ende des Marmarameeres bemerkbar macht, und dem Mittelmeerklima dar. Die Zahl der endemischen Pflanzen wird mit 15 beziffert.
Das Zentrum des Gebirges ist seit 1991 Nationalpark mit der Bezeichnung Kazdağı-Nationalpark (türkisch Kazdağı Millî Parkı). Hier entsteht seit 2017 das umstrittene Goldminen-Projekt im Ida-Gebirge.

## In der Mythologie
Wie auch bei dem gleichnamigen Gebirge auf Kreta (siehe Psiloritis) bedeutet der Name „Berg der Göttin“. Gemeint ist die als De oder Da bezeichnete vorgriechische Mutter-Gottheit.
Das kleinasiatische Ida-Gebirge war Schauplatz mehrerer wichtiger Ereignisse in der griechischen Mythologie. Paris, Sohn des Priamos und der Hekabe, wurde im Ida-Gebirge ausgesetzt, nachdem der Traumdeuter Aisakos den Untergang Trojas prophezeit hatte, falls Paris heranwachsen werde. Zeus beobachtete vom höchsten Gipfel aus die Schlachten des Trojanischen Krieges. Der Berg war der Hera heilig, die hier den Zeus verführte, um ihn von den trojanischen Kampfhandlungen abzulenken. Aber auch das Urteil des Paris, das die Vorgeschichte des Trojanischen Krieges in Gang setzte, fand in diesem Gebirge statt: Paris hütete hier Schafherden, als ihm plötzlich die Göttinnen Aphrodite, Athene und Hera erschienen und ihn aufforderten, die Schönste unter ihnen zu wählen.
Früher schon wurde hier Anchises von Aphrodite verführt; sie zeugten gemeinsam den Aeneas. Der trojanische Prinz Ganymed wurde hier von Zeus in Adlergestalt entführt und zum Olymp gebracht, wo er fortan den Göttern als Mundschenk diente.
Die älteste Fassung der Sibyllinischen Bücher scheint zur Zeit des Kyros in Gergis am Ida-Gebirge entstanden zu sein. Sie war der hellespontischen Sibylle zugeschrieben und wurde im Tempel des Apollon zu Gergis aufbewahrt. Die Orakelsammlung fand von hier aus ihren Weg nach Erythrai, wo sie berühmt wurde – von dort geht die Entwicklung weiter zur Sibylle von Cumae und von dort zu den Sibyllinischen Büchern von Rom.

## Sarıkız-Legende
Das Ida-Gebirge spielt auch in der türkischen Sarı kız-Legende (»Blondmädchen-Legende«) eine Rolle, welche sich bis nach Persien verbreitet hat.